# Hans Rempel (Musiker)
Hans „Hanno“ Rempel (* 5. Oktober 1940; † 22. August 2016) war ein deutscher Pianist, Komponist, Autor und Rundfunkmoderator.

## Leben
Rempel schrieb in den Jahren 1972/73 eine Reihe von Kompositionen für Improvisatoren, von denen er zwei gemeinsam mit einigen der profiliertesten Free-Jazz-Musikern der DDR aufführte und für FMP aufnahm. In seinen Gruppen und Workshop-Ensembles, wie dem Hans-Rempel-Oktett, spielten u. a. Johannes Bauer,  Heinz Becker, Dietmar Diesner, Helmut Forsthoff, Joachim Graswurm, Klaus Koch, Radu Malfatti, Ernst-Ludwig Petrowsky, Friedhelm Schönfeld und Baby Sommer, mit denen er u. a. bei der Jazzwerkstatt Peitz auftrat. Ferner spielte er mit Phil Wachsmann und Paul Lytton.
Rempel war an Projekten im Schnittbereich zur Neuen Musik beteiligt, 1987 u. a. gemeinsam mit Georg Katzer. Nach Ansicht von Bert Noglik führten Rempels Kooperationen zu den wenigen tragfähigen Begegnungen zwischen Musikern aus den Bereichen des Free Jazz und der Neuen Musik.
In den 1970er-Jahren arbeitete er als Musikredakteur beim Rundfunk der DDR. Daneben betätigte er sich als Musikproduzent und Autor von Liner Notes und war seit den 2000er-Jahren auch als Moderator bei Deutschlandradio Kultur tätig. Nach Tom Lord war er zwischen 1974 und 1988 als Dirigent und Pianist an fünf Aufnahmesessions beteiligt.

## Diskographische Hinweise
- Hans Rempel Octet: Number Six (Two Compositions for Improvisers) (FMP, 1974)
- Various Artists Snapshot (FMP, 1979; darin ein Stück mit dem Hans Rempel Orchestra)
- Conrad Bauer: Jazz Orchester der DDR. (Amiga, 1988)